# Amblogyna squarrulosa
Amblogyna squarrulosa är en amarantväxtart som beskrevs av Nils Johan Andersson och Asa Gray. Amblogyna squarrulosa ingår i släktet Amblogyna och familjen amarantväxter. Inga underarter finns listade i Catalogue of Life.